# Emily Chancellor
Emily Chancellor (Sydney, 20 agosto 1991) è una rugbista a 15 australiana, dal 2022 terza linea ala delle inglesi Harlequin Ladies.

## Biografia
Emily Chancellor è giunta relativamente tardi al rugby: sostenitrice, come suo padre, della squadra degli Waratahs, crebbe virtualmente ignara dell'esistenza di attività femminile nella palla ovale in Australia, e i suoi interessi agonistici erano rivolti al netball e al nuoto.
All'Università di Sydney fu destinataria dell'e-mail di un dirigente della squadra di rugby d'ateneo che la invitò a un allenamento di prova, dopo il quale Chancellor abbracciò la nuova disciplina.
Dopo un passaggio nelle formazioni nazionali a 7 impegnate nei tornei universitari, nel 2018 entrò nella formazione femminile degli Waratahs ed esordì in nazionale a Sydney contro la Nuova Zelanda nella partita che anticipava l'incontro di Bledisloe Cup tra le due rappresentative maschili e, a seguire, fu nominata giocatrice australiana dell'anno.
Inclusa nella lista delle convocate australiane alla Coppa del Mondo 2021 tenutasi in Nuova Zelanda con un anno di ritardo per via della pandemia di COVID-19.
In tale torneo mise a segno l'unica meta australiana nella fase a eliminazione, contro l'Inghilterra che vinse 41-5.
Al termine della competizione si è trasferita in Inghilterra alle Harlequin Ladies, per cui aveva firmato un contratto professionistico tre mesi prima.